# Cebadina
La cebadina es una bebida mexicana, tradicional del estado de Guanajuato, y popular en las ciudades de León, Irapuato y Guanajuato. Se llama cebadina porque se prepara a base de cebada, aparte se le agrega fruta y bicarbonato de sodio. No se deja fermentar, por lo que no tiene alcohol.

## Historia
Su creador fue el señor Ramón Arrieta. Inventó la cebadina en 1945, en la ciudad de Guadalajara, Jalisco, en la búsqueda de una bebida que ayudara a refrescarse del incesante calor que hace en esa región jalisciense. Ese mismo año, Arrieta registró su bebida, que desde entonces es marca registrada, con receta original.
Por motivos personales, Ramón Arrieta se mudó a la ciudad de León, Guanajuato, donde en 1947, abrió la tienda de La Cebadina, ubicada en los portales del centro de la ciudad. En 1950, se mudó a la ciudad de Irapuato y dejó el local leonés a cargo de su hermano. Cabe destacar que Ramón Arrieta dio permiso notarial a los que venden cebadina en León. 
Ya en Irapuato, la cebadina puso a la venta al público en un establecimiento de nombre “La Reyna”, que ha estado 3 ubicaciones: al principio en una de las “casetas” afuera del atrio de la entonces parroquia del centro (hoy Catedral de Irapuato); después en la calle Hidalgo, esquina con Ramón Corona, lugar donde duró aproximadamente 50 años. Hoy en día, la dulcería y refresquería “La Reyna”, se encuentra localizada en 2 sucursales, una en plena plaza Juán Álvarez, y otra en Ponciano Arriaga esquina con Ramón Corona.

## Preparación e ingredientes
Se sirve bien fría, y hay sitios donde se prepara de distintos sabores, aunque la tradicional ha sido desde hace más de 50 años la de sabor Flor de Jamaica. Al momento de servirse en el vaso, se le agrega un poco de carbonato de sodio, con el cual hace efervescencia de una manera rápida y es en ese momento cuando la gente lo bebe. Dado el origen natural de sus ingredientes y de la reacción química que se produce con el carbonato, la bebida posee beneficios a nuestro organismo.
La cebadina presenta propiedades digestivas y se podrían incluir algunas medicinales, resultado de 2 ingredientes principalmente: la cebada y el bicarbonato de sodio.
La cebada, ingrediente que le otorga parte del nombre a esta bebida es un grano cuyo cultivo se destina principalmente a la producción de cerveza. Este cereal tiene un gran valor nutricional y medicinal.
Algunas de las propiedades de la cebada son: digestiva, diurética, desintoxicante, antiinflamatoria, vasoconstrictora. Ayuda al trabajo físico y para la capacidad intelectual. Se ha hallado un efecto anticancerígeno en la cebada, principalmente en aparato digestivo, por lo que se recomienda su consumo en todas las edades. Mejora la actividad sexual debido al contenido energético que aporta al organismo.
La cebada contiene inositol, esta sustancia evita la rigidez de los vasos capilares, ayuda a la regulación del colesterol ya que reduce su absorción y evita que se acumule grasa en el hígado, recubre los nervios y ayuda en gran medida a evitar la depresión y problemas de ansiedad. Contiene una gran cantidad de fibra por lo que evita problemas de estreñimiento. Como se puede apreciar, la cebada que es uno de los ingredientes de esta bebida posee numerosos beneficios para la salud y dado que es uno de los principales ingredientes de la cebadina se recomienda su consumo para eliminar diversos padecimientos
No esta comprobado ni verificado si hace bien tomar cebadina. Solo es una creencia local.